# Dream (groupe)
Pour les articles homonymes, voir Dream et DRM.
Dream, stylisé dream jusqu'en 2007, brièvement renommé DRM, est un groupe féminin de J-pop japonais. Il est formé en 1999 et est composé d'idoles japonaises dont le nombre variera au fil du temps. Il a notamment interprété les génériques de séries anime My Will pour Inu-Yasha et Get Over et Music Is My Thing pour Hikaru no go.

## Biographie

### Débuts en trio (1999-2002)
Dream est formé à la fin 1999 à la suite d'une audition pour le label Avex Trax, l'une des plus importantes maisons de disques japonaises. Il est alors composé de trois membres : Kana Tachibana, Mai Matsumuro et Yū Hasebe, et sort son premier single le premier janvier 2000. Il sort en trio treize singles, deux albums studios (Dear... et Process), un album de remix et une compilation, jusqu'en juillet 2002. Mai Matsumuro, qui a majoritairement écrit les paroles des titres, quitte alors le groupe pour se consacrer à une carrière de parolière. Une nouvelle audition est lancée avant son départ pour recruter de nouveaux membres en remplacement.

### De huit à sept membres (2003-2006)
Six nouvelles chanteuses sont sélectionnées et rejoignent Dream peu après. Le groupe reprend ses sorties en 2003, publiant deux albums studios (Dream World et ID) et trois singles dans cette nouvelle incarnation à huit membres. En mars 2004, Risa Ai, une des nouvelles membres, le quitte pour se consacrer à sa carrière d'actrice débutée en parallèle au groupe ; elle sort également un album solo en 2005. Le groupe réduit à sept membres sort encore trois singles, deux mini-albums et trois albums de reprises en 2004 et 2005. Une autre des nouvelles membres, Sayaka Yamamoto, débute aussi en 2005 une carrière solo en parallèle au groupe, sortant durant deux ans un single et trois mini-albums, dont un produit par D・A・I du groupe Do As Infinity. Dream connait alors une baisse d'activité, et ne sort aucun disque en 2006.

### DRM et inactivité (2007-2009)
Dream est relancé en 2007, avec la sortie d'un album live et d'une nouvelle compilation le premier janvier. En juin 2007, le groupe change toutefois son nom en DRM, pour signifier son passage à la maturité, et sort sous ce nom un mini-album (DRM) ce mois-là, puis une série de quatre singles digitaux début 2008. En août 2008, l'une des membres originales, Yū Hasebe, annonce son départ. Le groupe réduit à six décide de reprendre le nom Dream, mais en l'écrivant désormais avec une majuscule. Il connait alors un important passage à vide, délaissé par ses producteurs, et ne sort plus de disques réguliers pendant plus de deux ans.

### Retour sous Dream (2010-2012)
Dream reprend discrètement ses activités fin 2009 en sortant deux singles en distribution limitée sur un label indépendant. 
Après un changement de label pour Rhythm Zone, autre label de la compagnie Avex group, Dream re-débute quasiment sa carrière mi-2010 avec le single My Way ~ULala~. Il sort encore un autre single et un nouvel album (Hands Up!) dans l'année en tant que sextet, puis Kana Tachibana quitte elle aussi le groupe en février 2011. 
Dream continue en quintet sans aucune de ses membres originales. Il ne sort aucun disque physique en 2011 et 2012, mais enregistre la chanson To You... pour l'anime Detective Conan en avril 2011, disponible uniquement en téléchargement. À partir de fin 2011, les membres de Dream participent en parallèle au projet E-girls regroupant diverses chanteuses de la compagnie Avex (les membres des groupes Dream, Happiness, Flower, Bunny, et EGD), sortant de nombreux disques attribués à E-girls durant les années suivantes.
Fin mars 2012, Sayaka Yamamoto part à son tour, pour continuer sa carrière en solo. 

### Quatuor (2013-2015)
En mai 2013, deux ans et demi après la sortie de son dernier disque physique, Dream sort son premier disque en tant que quatuor, le single Only You qui se classe 7e des ventes à l'Oricon, meilleur classement d'un single du groupe depuis My Will sorti treize ans plus tôt.
Le retour au sommet du groupe se confirme en 2014 avec le single suivant, Darling, qui égale le classement de My Will (4e) et est alors son single le mieux vendu depuis treize ans. Dream sort encore deux singles physiques en 2015 avec un même succès. 
En avril 2015, au cours du dernier concert de la tournée E-Girls Live Tour 2015 Colorful World le 29 avril à la Saitama Super Arena, Ami Nakashima annonce faire ses débuts en solo sous le nom de "Dream Ami" en parallèle au groupe à partir de l'été suivant.

### Séparation (2016-2017)
Le groupe connait pourtant une nouvelle baisse d'activité à partir de 2016, ne sortant plus de disques. 
Le 28 octobre 2016, Erie Abe (29 ans), qui a intégré le groupe en 2002, annonce on départ pour décembre suivant et son retrait de l'industrie du divertissement. 
En juin 2017, le groupe, réduit à un trio depuis le début de l'année, annonce sa séparation prochaine en juillet suivant.
Par la suite, Ami se consacre à sa carrière solo, Shizuka rejoint le groupe mixte Dance Earth Party, tandis que Aya cesse ses activités artistiques pour manager le groupe féminin EG family, toutes trois toujours chez compagnie Avex.

## Membres
(chaque membre s'est vu attribuer aléatoirement un numéro en 2002, le N°1 étant attribué rétroactivement à Mai Matsumuro)

### Derniers membres
- No.04 : Aya : Aya Takamoto (高本彩?, née: 1987.7.16)
- No.05 : Ami : Ami Nakashima (中島麻未?, née: 1988.5.11)
- No.06 : Shizuka : Shizuka Nishida (西田静香?, née: 1988.3.6)

### Anciens membres
- No.01 : Mai : Mai Matsumuro (松室麻衣?, née: 1983.6.10) (quitte le 7 juillet 2002)
- No.02 : Risa : Risa Ai (阿井莉沙?, née: 1987.9.10) (quitte le 28 mars 2004)
- No.08 : Yū : Yū Hasebe (長谷部優?, née: 1986.1.17) (quitte le 22 juillet 2008)
- No.07 : Kana : Kana Tachibana (橘佳奈?, née: 1985.10.20) (quitte le 20 février 2011)
- No.09 : Sayaka : Sayaka Yamamoto (山本紗也加?, née: 1987.9.19) (quitte le 31 mars 2012)
- No.03 : Erie : Erie Abe (阿部絵里恵?, née: 1987.9.3) (quitte en décembre 2016)

### Chronologie
- 2000-2002 : Mai Matsumuro, Kana Tachibana, Yu Hasebe
- 2002-2004 : Kana Tachibana, Yu Hasebe, Risa Ai, Sayaka Yamamoto, Erie Abe, Aya Takamoto, Ami Nakashima, Shizuka Nishida
- 2004-2008 : Kana Tachibana, Yu Hasebe, Sayaka Yamamoto, Erie Abe, Aya Takamoto, Ami Nakashima, Shizuka Nishida
- 2008-2011 : Kana Tachibana, Sayaka Yamamoto, Erie Abe, Aya Takamoto, Ami Nakashima, Shizuka Nishida
- 2011-2012 : Sayaka Yamamoto, Erie Abe, Aya Takamoto, Ami Nakashima, Shizuka Nishida
- 2012-2016 : Erie Abe, Aya Takamoto, Ami Nakashima, Shizuka Nishida
- 2017 : Aya Takamoto, Ami Nakashima, Shizuka Nishida

## Discographie
Pour la discographie en collaboration avec E-girls, voir E-girls#Discographie.

### Albums
dream (1re génération)
- 20 septembre 2000 : Euro "Dream" Land (Super Eurobeat Presents...) (Remixes)
- 28 février 2001 : Dear...
- 14 février 2002 : Process
- 26 juin 2002 : Eternal Dream (compilation)

dream (2e génération)
- 26 février 2003 : Dream World
- 10 mars 2004 : ID
- 29 septembre 2004 : 777 ~Best of Dreams~ (reprises / best of)
- 8 décembre 2004 : Dream Meets Best Hits Avex (reprises)
- 9 mars 2005 : 777 ~Another Side Story~ (reprises / compilation)
- 27 juillet 2005 : Natsuiro (ナツイロ) (mini-album)
- 21 décembre 2005 : Boy Meets Girl (mini-album)
- 1er janvier 2007 : 7th Anniversary Best (best of)
- 1er janvier 2007 : Greatest Live Hits (live)
- 30 mars 2007 : Complete Best (best of)

DRM
- 27 juin 2007 : DRM (mini-album)

Dream
- 24 novembre 2010 : Hands Up!

### Singles
dream (1re génération)
- 1er janvier 2000 : Movin' On
- 8 mars 2000 : Heart on Wave / Breakin' Out
- 3 mai 2000 : Private Wars
- 9 août 2000 : Reality
- 20 septembre 2000 : Night of Fire (Super Eurobeat Presents...)
- 29 novembre 2000 : My Will
- 28 février 2001 : Believe in You
- 23 mai 2001 : Solve
- 8 août 2001 : Our Time
- 31 octobre 2001 : Stay: Now I'm Here
- 28 novembre 2001 : Get Over
- 1er janvier 2002 : Yourself
- 10 juin 2002 : Sincerely ~Ever Dream~

dream (2e génération)
- 13 février 2003 : Music Is My Thing
- 10 septembre 2003 : I Love Dream World
- 25 février 2004 : Identity -Prologue-
- 4 août 2004 : Pure
- 11 août 2004 : Love Generation
- 2 mars 2005 : Soyokaze no Shirabe / Story

DRM (singles digitaux)
- 7 janvier 2008 : Touchy Touchy
- 7 février 2008 : Electric
- 7 mars 2008 : Tasty
- 7 avril 2008 : To You

Dream
- 9 septembre 2009 : Perfect Girls / To the Top (single "indie")
- 1er mars 2010 : Breakout (single "indie")
- 18 août 2010 : My Way ~ULala~
- 6 octobre 2010 : Ev'rybody Alright!
- 13 avril 2011 : To You... (single digital)
- 30 novembre 2011 : Dreaming Girls (single digital)
- 29 mai 2013 : Only You
- 9 octobre 2013 : Wanna Wanna Go! (single digital)
- 5 novembre 2014 : Darling (ダーリン?)
- 11 février 2015 : Konna ni mo (こんなにも?)
- 18 novembre 2015 : Blanket Snow (ブランケット・スノウ?)

### Vidéos

#### VHS
dream (1re génération)
- 19 avril 2000 : Heart on Wave (single vidéo)
- 7 juin 2000 : Private Wars (single vidéo)
- 20 septembre 2000 : Reality (single vidéo)
- 7 mars 2001 : DAYDREAM
- 4 avril 2001 : Believe in You (single vidéo)
- 8 août 2001 : dream LIVE 2001
- 31 octobre 2001 : Solve (single vidéo)
- 31 octobre 2001 : Our Time (single vidéo)
- 28 novembre 2001 : Stay: Now I'm Here (single vidéo)
- 14 février 2002 : Get Over (single vidéo)
- 13 mars 2002 : Yourself (single vidéo)

#### DVD
dream (1re génération)
- 7 mars 2001 : DAYDREAM
- 4 avril 2001 : Believe in You (single vidéo)
- 8 août 2001 : dream LIVE 2001
- 31 octobre 2001 : Solve (single vidéo)
- 31 octobre 2001 : Our Time (single vidéo)
- 28 novembre 2001 : Stay: Now I'm Here (single vidéo)
- 14 février 2002 : Get Over (single vidéo)
- 13 mars 2002 : Yourself (single vidéo)
- 20 mars 2002 : DAYDREAM 2
- 11 décembre 2002 : dream CLIP SELECTION
- 26 décembre 2002 : dream live 2002 "Process"

dream (2e génération)
- 19 mars 2003 : dream party
- 6 août 2003 : dream live 2003 ~dream world~
- 10 décembre 2003 : I Love Dream World
- 26 mai 2004 : ID
- 29 septembre 2004 : dream party 2
- 9 mars 2005 : dream Christmas Party 2004
- 15 février 2006 : Boy meets Girl - a little more -
- 14 juin 2006 : dream Party 2006 ~Love dream~
- 11 avril 2007 : dream Party 2006 X'mas